# Lazare de Gérin-Ricard
Pour les articles homonymes, voir Gérin.
Lazare de Gérin-Ricard, né le 22 août 1907 à Marseille et mort dans la même ville le 17 février 1978, est un journaliste et essayiste français.

## Biographie
Militant à l'Action française, Lazare de Gérin-Ricard collabora au journal L'Action française ainsi qu'au Petit Marseillais et à la Revue française politique et littéraire.
Il se marie le 19 mars 1931 en l'église Saint-Vincent-de-Paul de Marseille avec Denise Mouren-Moyaux, ex-présidente des Étudiantes d'Action française de Marseille.

## Œuvres
- Histoire de l'Action française, avec Louis Truc, Fournier Valdès, 1949
- L'Histoire de France de Jacques Bainville, E. Malfère, 1939
- L'Histoire des institutions politiques de Fustel de Coulanges, Société française d'éditions littéraires et techniques, E. Malfère, 1936
- Les Idées politiques de Joseph de Maistre et la doctrine de Maurras, Rupella, 1929
- Histoire de l'occultisme, Payot, 1939
- Henri III le méconnu, Les Presses de France, 1935
- Le Dictateur sentimental, Les Presses de France
- La Presse avant et pendant la Révolution, Les Œuvres Libres
- Magiciens à la veille de la Révolution, Les Œuvres Libres

### Source
- Notice biographique de Lazare de Gérin-Ricard (1908-199?) in Tony Kunter, Charles Maurras : la Contre-Révolution pour héritage : essai pour une histoire des idées politiques, Paris, Nouvelles Editions Latines, 1er janvier 2009, 208 p. (ISBN 978-2-7233-9818-3, lire en ligne)